# ステップオーバー・トーホールド・ウィズ・フェイスロック

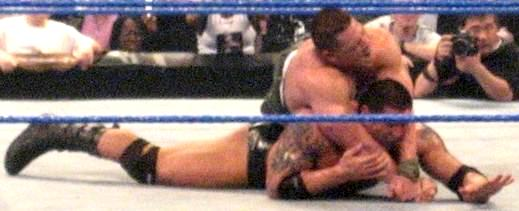
ジョン・シナによるSTF。

ステップオーバー・トーホールド・ウィズ・フェイスロック（Stepover Toehold With Facelock）は、プロレス技の一種である。略称はSTF（エス・ティー・エフ）。

## 概要
うつぶせの相手の片脚を両脚で挟むことにより、固定して足首と膝を極めて、そのまま覆いかぶさると同時に自身の腕で相手の顔面を抱え込んでフェイスロックの要領で顔面を締め上げる。極技、関節技（複合関節技）あるいは締め技に分類される。原型はルー・テーズがクロスフェイスの呼称で用いた相手に実力差を知らしめる裏技であった。テーズ道場では頻繁に使われていた技であったが名前のない技であった。
原型のSTFは自身の片腕で相手の反対側の腕の手首を掴み、もう片方の腕を逆手にして肘辺りを相手の顔面に押しつけて締め上げる相手の全身をねじ切るような技であったが、バリエーションとしてセッド・ジニアスがフェイスロック式を考案。テーズ道場でコーチを受けた蝶野正洋がフィニッシュ・ホールドとしたことで知られるようになった。

## 主な使用者
蝶野正洋が第一人者として知られるほか、セッド・ジニアス、テーズ道場の師範代であるマーク・フレミング、テリー・ゴディ、ゲーリー・オブライト、本田多聞、ヒデオ・イタミ、BUSHI、ジュリア、桜井麻衣がいる。また、ジョン・シナはSTF-Uの名称で使用。しかし、末尾の「F_U」はFuck youの意味を込めた名称であったため、PG指定を避ける意味もありのちに技の名称をただのSTFにしている。Sareeeが蝶野から使用許可を得た初めての選手となる。

## 派生技
元祖STF
蝶野正洋のオリジナル技。相手の片腕を取って首に巻きつけ、相手に自ら締めさせる。原型STFが「元祖STF」と呼ばれたこともある。
原型STF
蝶野正洋のオリジナル技。相手の顎から右側面を左手で押さえ左側に力を加える。通常のSTFからの連携も一時期使用していた。
裏STF
通常のSTFを裏返しにしたような形で相手の首を絞める。1993年8月6日に新日本プロレスで開催された「G1 CLIMAX」準決勝で、馳浩が繰り出し、対戦相手の蝶野がこれに敗れている。
裏原型STF
蝶野正洋のオリジナル技。原型STFを体勢そのままに相手を上に体勢を入れ替える。
クロス式STF
蝶野正洋のオリジナル技。相手の両足をクロスさせてから固定し、動くことを困難にさせる。ロープエスケープが出来ないためほぼ確実にタップを取れる技である。ドーム大会などのビッグイベントでのみ繰り出す。
腕極め式STF
蝶野正洋のオリジナル技。相手の顔面ではなく腕を取るSTF。
羽根折り固め式STF
蝶野正洋のオリジナル技。上半身を羽根折り固めのような状態で固める。
STS
蝶野正洋のオリジナル技。相手の頭部をフェースロックではなく、スリーパーホールドに捉える。
裏STS
蝶野正洋のオリジナル技。STSを体勢そのままに相手を上に体勢を入れ替える。
FTS
蝶野正洋のオリジナル技。STFを体勢そのままに相手を上に体勢を入れ替える。体勢を逆にするということで、技名もSTFの逆。2004年12月8日には蝶野がキックボクシングジム「TARGET」巣鴨本部で会長の伊藤隆と行った公開練習で披露。馳浩が繰り出した裏STFとの違いは、トーホールドが完全に決まっている状態で返している点にある。馳考案の裏STFは脚を完全に固定していない（両脚で相手の脚を固定しているのみ）のに対してFTSは相手の脚を固定した上で完全に極めている状態である。
羽交い締め式STF
セッド・ジニアスのオリジナル技。フルネルソン
片羽交い締め式STF
セッド・ジニアスのオリジナル技。相手の上半身をハーフネルソンに捕らえたSTF。
サソリ固め式STF
セッド・ジニアスのオリジナル技。足のフックが通常のSTFと異なり、サソリ固めからステップオーバーして相手の両脚をフックして動けなくさせた状態のSTF。
オールド・ボーイ
AKIRAのオリジナル技。相手の上半身をワンハンド・コブラツイストに極める変形のSTF。
ハード・ロック
リッキー・フジのオリジナル技。相手の両足をリバース・インディアン・デスロックで極めた状態でフェイスロックに捕らえる変形のSTF。
タモンズ・シューター
本田多聞のオリジナル技。STFの形からフェイスロックをかけている腕を片羽絞めに移行し、さらに仰向けになることによって完成する複合サブミッション。
志賀絞め
志賀賢太郎のオリジナル技。STFの形からフェイスロックをかけている腕を片羽絞めに移行し、さらに仰向けになることによって完成する複合サブミッション。命名は小橋建太で当時、復帰に向けてハワイでトレーニングをしていたことから「ワイキキビーチ」という名前を提案され、志賀が拒否したが、続けて出された名前が「志賀絞め」という名前で、志賀が渋々承諾した。背後から絞められる上に片手・片足をロックされているため脱出が非常に困難で、対戦した秋山準も絞め落とされたことがあるが、フォールを狙うために途中でロックを外すこともあり、その場合は逆襲されがちでもある。
STF（ステップオーバー・トーホールド・ウィズ・ファッション）
ミラノコレクションA.T.相手の上半身をフルネルソンの体勢で極めてからSTFの体勢で極める技。
リーガル・ストレッチ
ウィリアム・リーガルのオリジナル技。相手の脇の下をくぐってフェイスロックで極める事で肩も同時に極めているのが特徴で、片腕が浮いているためより脱出が困難になる。マグナムTOKYOのステップオーバー・トーホールド・ウィズ・フェロモン（STF）も同型技。
ピノイ・ストレッチ
TJパーキンスのオリジナル技。うつ伏せ状態の相手の左足を両足で挟み込みながら相手の上におおいかぶさり、左腕を自らの左脇下に抱え込んで頭部を両手でクラッチして絞め上げる変型STF。STFに更にコブラツイストを合わせた複合技。